# 瓜氏鸚嘴魚
瓜氏鸚嘴魚，為輻鰭魚綱鱸形目隆頭魚亞目鸚哥魚科的其中一種，分布於印度西太平洋區，包括印度、印尼、越南、菲律賓、柬埔寨、澳洲、日本、馬來西亞、密克羅尼西亞、帛琉、新喀里多尼亞、萬那杜等海域，棲息深度2-18公尺，體長可達40公分，棲息在珊瑚礁或藻礁，以藻類為食，單獨或小群活動，可作為食用魚。